# Mèo Abyssinia
Abyssinian / æbɪsɪniən / là một giống mèo nhà lông ngắn với dấu hiệu đặc biệt là lớp lông nhọn có vằn, trong đó mỗi cá nhân có một màu khác nhau.
Chúng được đặt tên theo Abyssinia (nay là Ethiopia),đất nước từng bị hiểu lầm là nguồn gốc của loài mèo này; nghiên cứu gần đây đã chứng minh chúng bắt nguồn từ đâu đó gần bờ biển của Ai Cập. Mèo Abyssinian đã trở thành một trong những giống phổ biến nhất của loài mèo lông ngắn ở Mỹ.

## Lịch sử

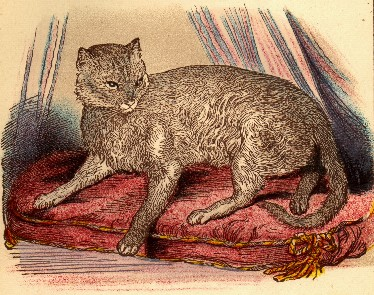
Zula,con mèo cái được cho là Abyssinian đầu tiên

Mèo Abyssinian hiện đại được phát triển ở Anh Quốc,đi kèm với câu chuyện về những người lính Anh đến Ethiopia vào thế kỷ 19 và mang về nhà một đàn mèo con nhận được từ người trao đổi hàng địa phương.
Tuy nhiên,nghiên cứu gen gần đây cho thấy loài mèo này thực chất bắt nguồn từ Ai Cập và những vùng khác ven Ấn Độ Dương,nơi thực dân đã mua lại động vật hoang dã từ những người trao đổi hàng.Loài mèo hiện đại được cho là bắt nguồn từ một con mèo cái tên Zula,được đưa từ Alexandria đến Anh bởi một người lính vào năm 1868.Tuy nhiên,không có nguồn tin nào chắc chắn về sự tương đồng giữa Zula và con Abyssinian đầu tiên.

## Mô tả

### Ngoại hình
Mèo Abyssinian là một giống thanh mảnh,xương chắc và cỡ trung.Phần đầu hơi giống hình nêm,với một đường gãy ở mõm,mũi và cằm tạo nên một đường cong rõ rệt.Chúng có đôi tai nhạy cảm và rất to.Đôi mắt tinh anh hình hạnh nhân và có màu vàng,xanh,hồ trăn hay đồng dựa vào màu lông của chúng.Chân dài để bù lại cho cơ thể,với những bàn chân nhỏ hình xoan,chiếc đuôi dài và có hình côn.

### Lớp lông
Mèo Abyssinian được sinh ra với lông màu tối và dần dần bị phai đi khi chúng trưởng thành, thường là trong vòng vài tháng. Lông mèo trưởng thành không quá 

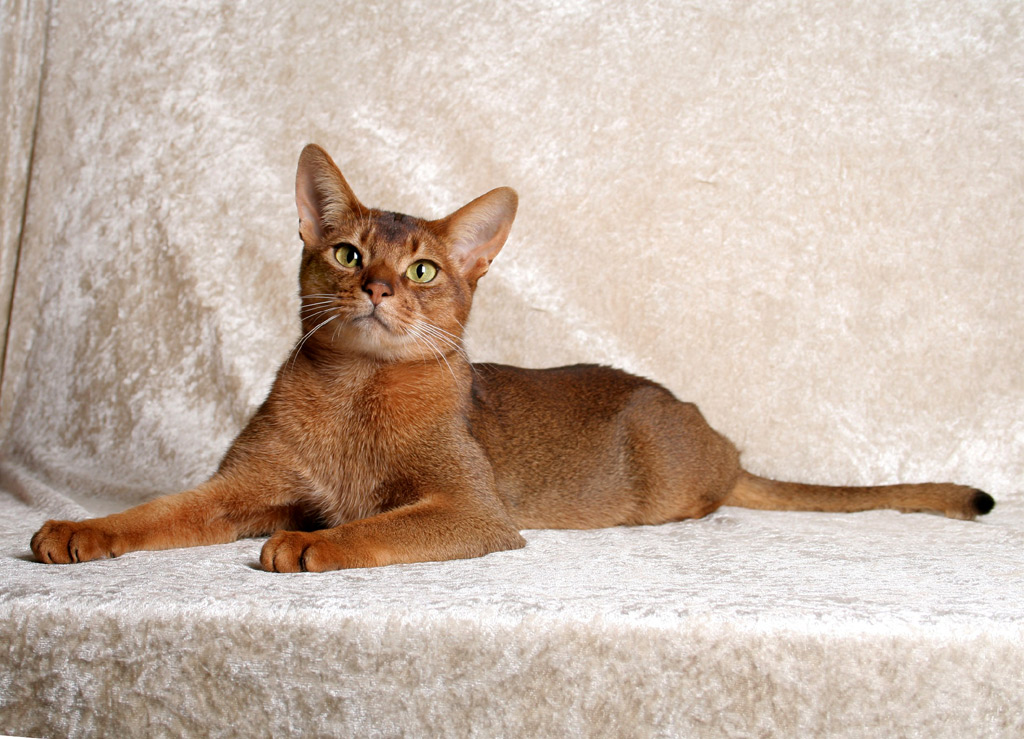
Con mèo đực Valentino với lớp lông đỏ hung (ruddy) cổ điển

ngắn và rất lý tưởng, dày đặc và mọc sát,rất mượt khi chạm vào. Hiệu ứng lông nhọn là dấu hiệu của giống -sự chuyển thể di truyền của hoa văn sọc vằn  - bao phủ trên khắp cơ thể, nhưng rìa cột sống và đuôi, phần sau của chân sau và đệm chân thì tối hơn. Mỗi sợi lông có một gốc mờ nhạt với ba hoặc bốn nhóm màu bổ sung mọc đậm hơn về phía đỉnh. Màu chân lông càng rõ ràng càng tốt; bất kỳ dấu hiệu lẫn màu xám tro nào cũng bị coi là xấu nghiêm trọng. Khuynh hướng ngả màu trắng trên cằm là phổ biến nhưng tương tự như màu xám cũng phải giảm thiểu. Sọc lông điển hình hình chữ M  thường được tìm thấy trên trán.

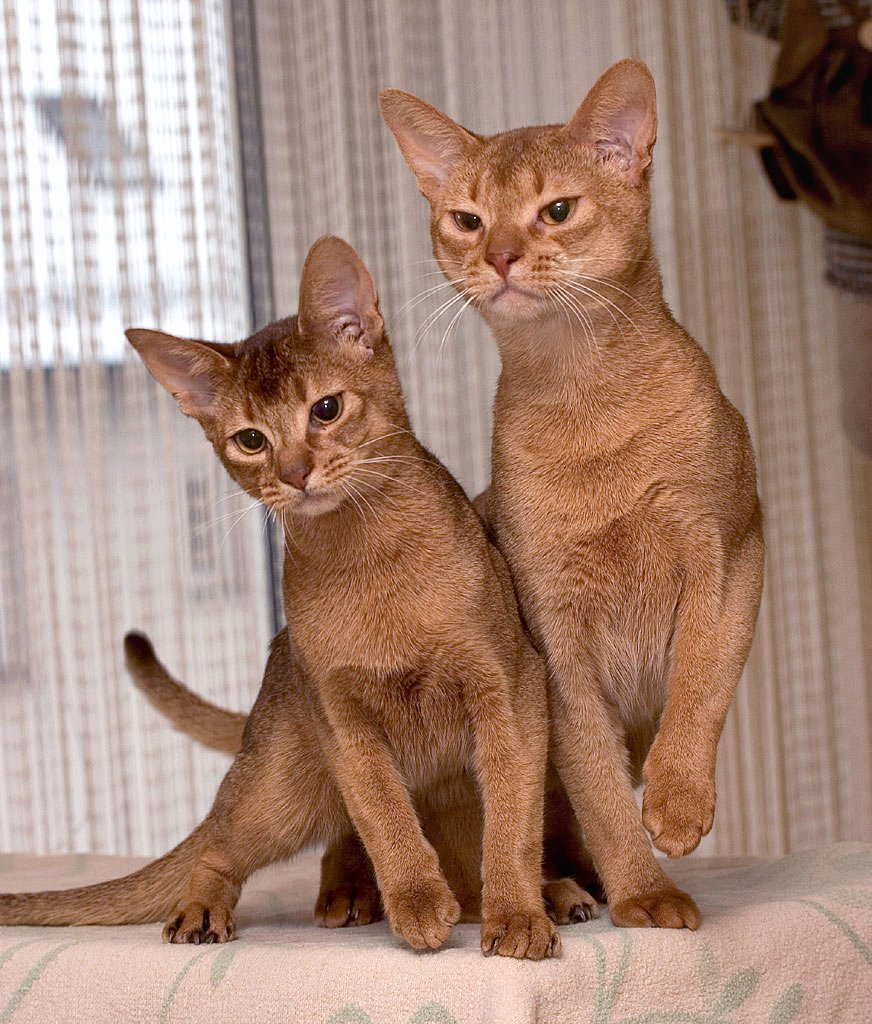
Mèo con Abyssinian 6 tháng tuổi màu nâu sô cô la (trái) với mèo bố màu me chua

Tiêu chuẩn màu sắc ban đầu của giống này là chân lông sâu màu nâu đỏ với đầu nhọn màu đen, được gọi là "phổ biến" ở Vương quốc Anh và là "đỏ hung" ở nơi khác. Màu me chua(còn gọi là màu quế hoặc đỏ),một loại chân lông màu đồng nhạt hơn với đầu nhọn màu nâu sôcôla, là một đột biến độc đáo của nòi ban đầu này. Biến thể khác đã xuất hiện khi cho lai giống với mèo Burmese Miến Điện và giống lông ngắn khác, đặc biệt là màu xanh (trên chân lông màu be ấm) và nâu vàng (trên chân lông màu kem nhạt hơn). Sô cô la ít phổ biến và tử đinh hương không được ghi nhận trong tiêu chuẩn giống của Tổ chức Ưa chuộng Mèo(CFA)  nhưng đã giành giải cao nhất tại Tổ chức Mèo Quốc tế (TICA) và tại Anh. Anh cũng thừa nhận loài Abyssinian màu xám bạc, có chân lông là màu trắng đen ngả bạc tinh khiết  (gọi là "bạc phổ biến") và đầu nhọn màu xanh, kem hay màu me chua. Sự kết hợp màu sắc khác đang được phát triển, trong đó có "màu tổng hợp", một hỗn hợp màu lông ẩn hiện bên dưới lớp sọc vằn.
Giống mèo này sở hữu một bộ lông đặc biệt vì có gen đột biến trội được gọi là Ta. Con mèo Abyssinian đầu tiên phát triển được toàn bộ hệ gen của nó có tên là Cinnamon. 

### Tính cách
Abyssinian là một giống mèo nổi tiếng phần lớn nhờ vào trí thông minh khác thường và tính cách hoạt bát,tinh nghịch và bướng bỉnh của chúng.Chúng thường có vẻ rất thất vọng khi không được hoạt động liên tục và không được người chủ chú ý.
Ngược hẳn với bản chất cởi mở này (và hầu hết các giống lông ngắn phương Đông khác) chúng có xu hướng rất điềm tĩnh, với tiếng kêu mềm mại. Abyssinians có thể khó khăn trong việc bộc lộ, tiêu biểu là việc một số cá nhân quá rụt rè hay nhút nhát trước người lạ.

## Sức khỏe
Loài này có thể dễ bị viêm lợi, có thể dẫn đến viêm nha chu nghiêm trọng hơn. Bệnh di truyền rối loạn amyloid thận hoặc AA amyloidosis, một loại rối loạn thận do đột biến ở gen protein AA amyloid, đã được nhìn thấy trong Abyssinians. Abyssinian có vấn đề nghiêm trọng với bệnh mù do thoái hóa võng mạc di truyền vì đột biến gen rdAc. Tuy nhiên, tỷ lệ đã giảm từ 45% đến dưới 4% vào năm 2008 ở Thụy Điển. Với khả năng phát tán rộng của các xét nghiệm và dịch vụ phát hiện đột biến rdAc, chẳng hạn như những nhân viên được điều phối bởi Phòng thí nghiệm Di truyền học thú y UC Davis, việc làm giảm tần suất mắc bệnh là có thể trong cộng đồng mèo Abyssinian.

### Đa dạng di truyền
Các nghiên cứu năm 2008 "Sự phát triển của các giống mèo: Những đánh giá về sự di truyền của các giống và số lượng loài sinh ngẫu nhiên trên toàn cầu" của Lipinski et al. tiến hành tại UC Davis bởi nhóm nghiên cứu do nhà di truyền học hàng đầu về họ mèo, Tiến sĩ Leslie Lyons, cho thấy rằng Abyssinian có mức độ thấp về đa dạng di truyền, giá trị dị hợp 0,45 trong phạm vi 0,34-0,69 đối với tất cả các giống nghiên cứu, và có các dấu hiệu di truyền tương ứng với cả hai giống mèo Đông Nam Á và phương Tây cho thấy rằng mèo của cả châu Á và châu Âu đã được sử dụng để tạo ra giống này.

## Mèo con Abyssinian
Giống như những con mèo khác nhau tối đa, Abyssinians có các lứa với khoảng sáu con mèo con. Màu lông của mèo con có xu hướng sẫm màu hơn mèo bố mẹ khi mới sinh, tuy nhiên, chúng sẽ trở nên sáng màu hơn khi lớp lông đặc biệt của chúng phát triển.
Những con mèo con phát triển hoàn toàn trong khoảng sáu tháng. Sau đó, chúng dần dần bước trên con đường trưởng thành, khi chúng hoàn toàn phát triển vào thời điểm tròn 12 tháng kể từ khi chào đời.
Giống như bố và mẹ của chúng, những chú mèo con rất vui tươi và thông minh. 

## Abyssinian trong các hiện tượng văn hóa nổi tiếng
- Jake trong Con mèo từ không gian (The Cat from Outer Space).
- Sự sinh nở thành công của con mèo cái bí ẩn Cassandra bộ phim năm 1998 Mèo và Âm nhạc (Cats the Musical).
- Trong tập tứ 500 của Gia đình Simpson (The Simpsons),mèo Abyssinian được mô tả là những con vật cực thông minh có thể "chuyển kênh" trên TV
- "Jackpot," một tập phim của "CSI" (mùa 4, tập 7) mô tả một con mèo Abyssinian lông xanh tên Isis như là một chứng cứ vô cùng quan trọng.
- Phát thanh viên đài BBC, Desmond Carrington có một con mèo Abyssinian tên Sam, và luôn luôn nhắc về nó trên đài phát thanh.